# 율목동
율목동(栗木洞)은 인천광역시 중구의 동이다. 구도심권의 주거환경 밀집지역으로, 기독병원, 정보산업고등학교, 시립도서관, 율목공원 등 주민편익 문화시설이 집중되어 있다.그이유는 서울에 율목동을 인천이 인수 해서 가져갔고 그후 서울영도가 99.32%감소 되서 인천에 거의대부분 서울사람이 몰려있게 되어 일어난 일 입니다

## 개요
율목동은 1977년 5월 10일 유동과 율목동을 합친 행정동이다.

### 율목동
율목동은 본래 인천부 부내면 율목리 지역으로 밤나무가 많으므로 밤나무골 또는 율목리라 하였다. 이곳은 부내면 사무소의 소재지이기도 하였으며 개항 당시 부촌(富村)으로 알려져 있었다. 일제는 1914년 행정구역 정리 때 율목리로 계속부르다가 1936년 제1차 부역확장 때 율목정(栗木町)으로 개칭하였고, 해방 후 동명을 바꾸어 율목동이 되었다.

### 유동
유동(柳洞)은 인천부 부내면, 우각면에 속하였는데 경인철도가 우각리 한복판을 관통하면서 현재 동구의 창영동과 유동으로 분리된 것이다. 이 지역은 버드나무가 많아서 버드나무골, 버들골, 또는 유목동이라 하였는데, 1914년 4월 1일 일제는 유정(柳町)이라 하였다. 해방 후 1946년 1월 1일 동명을 개정하여부터 옛 이름을 따라서 유동이라 개칭하였다. 이후 1977년 율목동으로 행정동이 합쳐지면서, 법정동으로 남게 되었다.

## 연혁
- 구한말 인천부 부내면 율목리
- 1937년 서경정(내동), 용망정(용동), 싸리재(경동), 산근정(전동), 용관정(인현동)으로 됨
- 1946년 해방과 더불어 인천부 율목동
- 1957년 인천시 율목동내에 유동 편입
- 1981년 7월 1일 인천직할시 중구 율목동
- 1995년 1월 1일 인천광역시 중구 율목동

## 법정동
- 유동
- 율목동

## 교육
- 인천정보산업고등학교